# 1019

## Události
- První možné datum – srov. i rok 1029 – dobytí Moravy českým knížetem Oldřichem a její přičlenění k českému státu; zemi Oldřich předal pod správu svého syna Břetislava, jenž ji na sklonku své vlády (1055) rozdělil na úděly, které vydržely až do vzniku Moravského markrabství

## Úmrtí
- Svatopluk Vladimirovič, kyjevský kníže (* kolem 979)

## Hlavy států
- České knížectví – Oldřich
- Svatá říše římská – Jindřich II.
- Papež – Benedikt VIII.
- Anglické království – Knut Veliký
- Francouzské království – Robert II.
- Polské knížectví – Boleslav I. Chrabrý
- Uherské království – Štěpán I.
- Byzanc – Basileios II. Bulgaroktonos
- Bulharsko – Jan Vladislav
- Chorvatsko – Křesimír III.
- Afghánistán – Mahmúd
- Čína – Šeng-cung (dynastie Liao), Čen-cung (dynastie Severní Sung)
- Lucembursko – Jindřich I.